# WY Весов
WY Весов (лат. WY Librae) — одиночная переменная звезда в созвездии Весов на расстоянии (вычисленном из значения параллакса) приблизительно 26690 световых лет (около 8183 парсеков) от Солнца. Видимая звёздная величина звезды — от +15,1m до +13,8m.

## Характеристики
WY Весов — пульсирующая переменная звезда типа RR Лиры (RRAB).